# Bouxières-aux-Bois
Bouxières-aux-Bois és un municipi francès, situat al departament dels Vosges i a la regió del Gran Est. L'any 2007 tenia 120 habitants.

## Demografia

### Població
El 2007 la població de fet de Bouxières-aux-Bois era de 120 persones. Hi havia 52 famílies, de les quals 12 eren unipersonals (4 homes vivint sols i 8 dones vivint soles), 20 parelles sense fills i 20 parelles amb fills.
La població ha evolucionat segons el següent gràfic:
Habitants censats

### Habitatges
El 2007 hi havia 56 habitatges, 49 eren l'habitatge principal de la família, 3 eren segones residències i 4 estaven desocupats. 53 eren cases i 3 eren apartaments. Dels 49 habitatges principals, 43 estaven ocupats pels seus propietaris i 6 estaven llogats i ocupats pels llogaters; 1 tenia dues cambres, 5 en tenien tres, 12 en tenien quatre i 31 en tenien cinc o més. 36 habitatges disposaven pel capbaix d'una plaça de pàrquing. A 14 habitatges hi havia un automòbil i a 30 n'hi havia dos o més.

### Piràmide de població
La piràmide de població per edats i sexe el 2009 era:
| Homes | Edats   | Dones |
| ----- | ------- | ----- |
| 0     | 95 o +  | 0     |
| 0     | 90 a 94 | 0     |
| 0     | 85 a 89 | 0     |
| 0     | 80 a 84 | 0     |
| 4     | 75 a 79 | 4     |
| 0     | 70 a 74 | 8     |
| 0     | 65 a 69 | 0     |
| 8     | 60 a 64 | 8     |
| 4     | 55 a 59 | 0     |
| 0     | 50 a 54 | 4     |
| 8     | 45 a 49 | 4     |
| 4     | 40 a 44 | 8     |
| 8     | 35 a 39 | 0     |
| 0     | 30 a 34 | 8     |
| 4     | 25 a 29 | 0     |
| 0     | 20 a 24 | 0     |
| 0     | 15 a 19 | 8     |
| 8     | 10 a 14 | 0     |
| 4     | 5 a 9   | 0     |
| 0     | 0 a 4   | 8     |

## Economia
El 2007 la població en edat de treballar era de 78 persones, 60 eren actives i 18 eren inactives. De les 60 persones actives 56 estaven ocupades (32 homes i 24 dones) i 4 estaven aturades (1 home i 3 dones). De les 18 persones inactives 6 estaven jubilades, 4 estaven estudiant i 8 estaven classificades com a «altres inactius».
Activitats econòmiques
Dels 6 establiments que hi havia el 2007, 1 era d'una empresa extractiva, 2 d'empreses de serveis i 3 d'entitats de l'administració pública.
L'any 2000 a Bouxières-aux-Bois hi havia 6 explotacions agrícoles.

## Poblacions més properes
El següent diagrama mostra les poblacions més properes.